# Яблонец-над-Нисоу (район)
Район Яблонец-над-Нисоу (чеш. Okres Jablonec nad Nisou) — один из 4 районов Либерецкого края Чехии. Административным центром является одноимённый город Яблонец-над-Нисоу. Площадь составляет 402,30 км², население — 91 752 человек (плотность населения — 228,07 человек на 1 км²). Район состоит из 34 населённых пунктов, в том числе из 8 городов.